# Storm Ciara

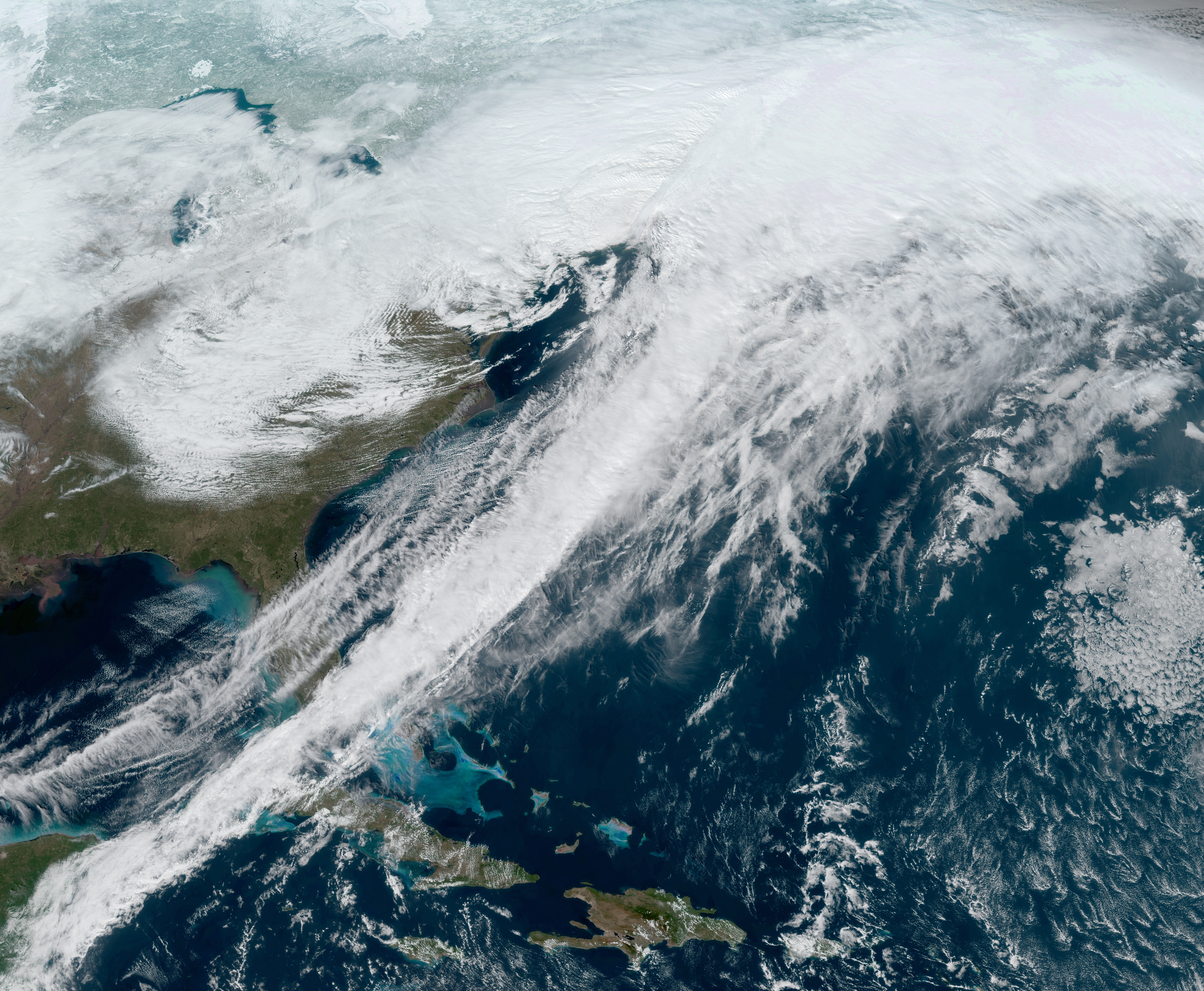
De storm aan de oostkust van de Verenigde Staten op 7 februari 2020

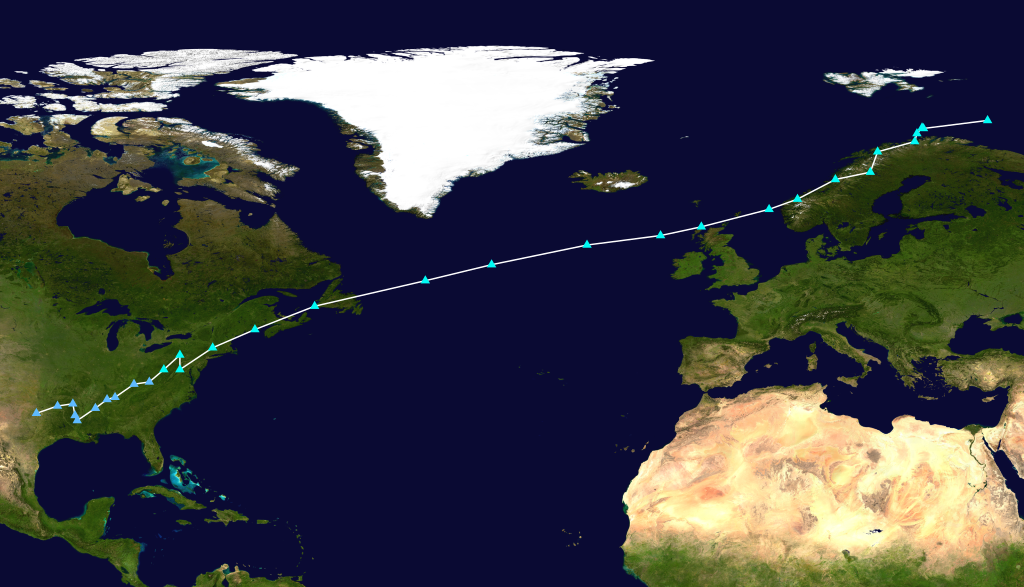
Verloop van de storm

De storm Ciara (uitspraak: [ˈkɪərəˈ], in Duitsland en Deutschschweiz storm Sabine en in Scandinavië storm Elsa) was een zware Europese windstorm die naderend vanaf de noordelijke Atlantische Oceaan grote delen van Noord-Europa trof vanaf 7 februari 2020, met een windkracht van 9 tot en met 12. Het is de derde storm in het Noord-West-Europese stormseizoen van 2020 en kreeg daarom een naam beginnend met de letter C. De storm ontstond op 4 februari 2020 als een zwak lagedrukgebied in het zuidoosten van de Verenigde Staten.

## Gevolgen

### Nederland en België
Het KNMI in Nederland waarschuwde voor zeer zware windstoten en riep code oranje af. In België riep het KMI ook code oranje af.
Zowel in Nederland als in België werden alle voetbalwedstrijden afgelast. Het Nederlands kampioenschap 10 km tijdens het atletiekevenement de Groet uit Schoorl Run met bijna 10.000 deelnemers werd ook afgelast. 
Ook de Two Rivers Marathon kon op 10 februari geen doorgang vinden.
Op de Oosterscheldekering werd het NK Tegenwindfietsen georganiseerd, maar het laatste deel werd afgelast, omdat de vrachtwagen van de organisatie de fietsen niet meer over de kering kon vervoeren. Wegens de combinatie van harde wind en springtij werden de Algerakering, Oosterscheldekering en de sluizen van de Haringvlietdam gesloten. De storm kwam in Nederland met een windkracht 10 op de schaal van Beaufort (25m/s) en een windstoot van 129 km per uur op Vlieland nipt op de lijst van zware stormen van het KNMI. De verzekerde schade in Nederland werd 11 februari voorlopig geschat op 150 miljoen euro.

### Rest van Europa
De storm veroorzaakte zware regen, harde winden en overstromingen in het Verenigd Koninkrijk, Ierland, Duitsland, Zweden en in België, Nederland en Luxemburg.
Op de Brocken in het Harzgebergte in Duitsland werden windsnelheden van 150 kilometer per uur gemeten. Diverse evenementen in Europa werden afgelast.
In grote delen van Noord-Europa kwam het openbaar vervoer op 9 februari dan ook stil te liggen. Ook het luchtverkeer werd zwaar gehinderd, zo had de luchthaven Schiphol 240 vluchten geschrapt.
In verschillende landen kostte de storm het leven van vijf personen.